# 溝口勝興
溝口 勝興（みぞぐち かつおき、寛文元年（1661年） - 享保6年7月12日（1721年8月4日））は、江戸時代の武士、旗本。通称は熊之助、源右衛門、源兵衛。父は溝口信勝。母は板倉重昌の娘。妻は堀直行（堀直景の二男）の娘。子に勝文、豊三郎、彦三郎、加藤政峯（加藤秀邦の養子）、娘に溝口塡勝室、赤井公寛室、山下奉義室、溝口勝政室（後に離縁）がいる。

## 生涯
寛文9年（1669年）数え9歳で徳川家綱に拝謁し、元禄4年（1691年）遺跡を継いだ。
元禄5年(1692年）4月使番、同年12月布衣をゆるされる。
元禄6年（1693年）松平信輝が下総国古河藩へ移封されるにあたり、古河城引渡の役を勤める。
元禄7年（1694年）目付、元禄8年（1695年）2月桐之間番頭、同年11月お役目を辞し、寄合に入る。
元禄10年（1697年）再び使番となる。元禄11年（1698年）水野勝岑の夭折により福山藩が改易されたことによる領地没収にあたり、備後国福山城へ行き、目付代として勤めた。
元禄14年（1701年）陸奥国二本松藩の家督を継いだ丹羽秀延は幼年だったため、同地におもむき、制法を監した。
また、その他越後国村上城、下総国関宿城等にて城引渡の役を勤めた。
宝永6年（1709年）先手鉄砲頭となる。正徳2年（1712年）お役目を辞す。
享保2年（1717年）致仕。享保6年（1721年）7月12日死去。享年61。